# Kąty (gmina Brześć Kujawski)
Kąty – wieś w Polsce położona w województwie kujawsko-pomorskim, w powiecie włocławskim, w gminie Brześć Kujawski.
Wieś duchowna, własność szpitala Św. Ducha w Brześciu Kujawskim, położona była w II połowie XVI wieku w powiecie brzeskokujawskim województwa brzeskokujawskiego. W latach 1975–1998 miejscowość należała administracyjnie do województwa włocławskiego. Według Narodowego Spisu Powszechnego (III 2011 r.) liczyła 94 mieszkańców. Jest 25. co do wielkości miejscowością gminy Brześć Kujawski.
W roku 1871 był to folwark dóbr wienieckich, należących do Kronenbergów.